# Chine centrale

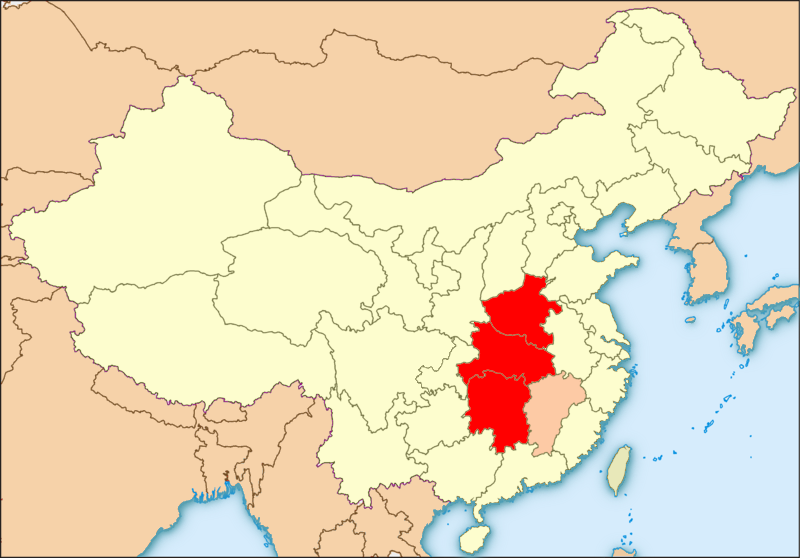
Chine centrale.

La Chine centrale (en chinois simplifié : 华中 ; chinois traditionnel : 華中 ; pinyin : huá zhōng) est une région géographique et culturelle aux définitions floues qui couvre la région centrale de la Chine. Cette région comprend généralement les provinces du Henan, du Hubei et du Hunan. Le Jiangxi est parfois considéré comme faisant partie de cette région.